# 奥里尼
奥里尼（法語：Origny，法語發音：[ɔʁiɲi]）是法国科多尔省的一个市镇，属于蒙巴尔区。

## 地理
奥里尼（47°42'4"N, 4°38'20"E）面积5.16 平方千米，位于法国勃艮第-弗朗什-孔泰大區科多尔省，该省份为法国中东部省份，北起奥布省，西接涅夫勒省和约讷省，南至索恩-卢瓦尔省，东南接汝拉省，东临上索恩省，东北部与上马恩省接壤。
与奥里尼接壤的市镇（或旧市镇、城区）包括：布雷米尔和沃鲁瓦、塞纳河畔圣马克、塞纳河畔贝勒诺、比索。

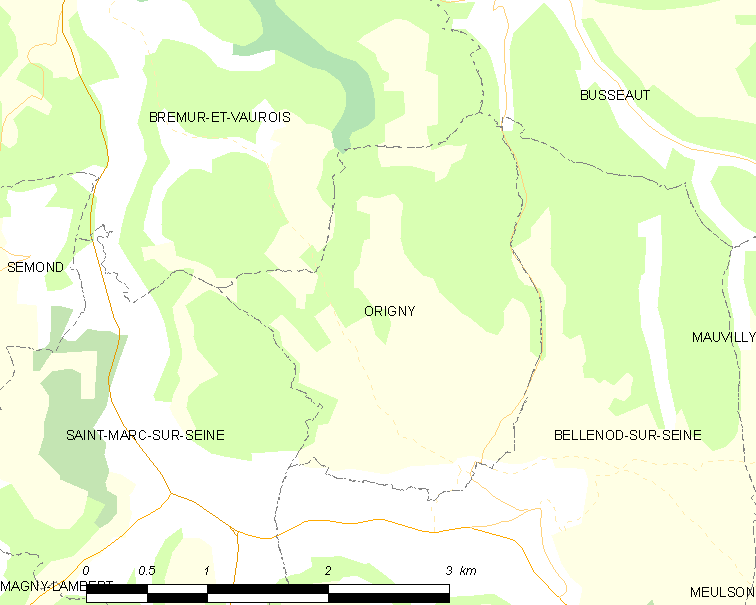
奥里尼的OSM定位图

奥里尼的时区为UTC+01:00、UTC+02:00（夏令时）。

## 行政
奥里尼的邮政编码为21510，INSEE市镇编码为21470。

## 政治
奥里尼所属的省级选区为塞纳河畔沙蒂永县。

## 人口

1962-2008年间奥里尼人口变化图示

奥里尼于2022年1月1日时的人口数量为53人。